# Amphiesmenoptera

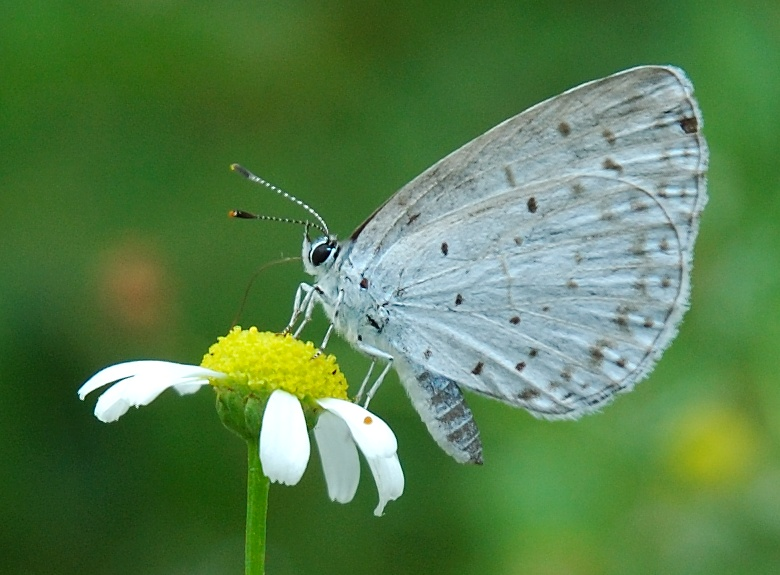
Un lepidottero

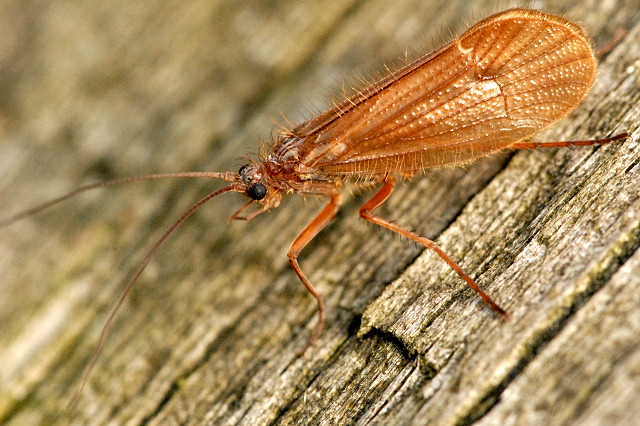
Un Tricottero

Gli Amphiesmenoptera Hennig, 1969 sono un clade di insetti (secondo alcuni autori da considerarsi un superordine), comprendente i due ordini Trichoptera e Lepidoptera.
Gli ordini dei Tricotteri e dei Lepidotteri condividono vari caratteri (Sinapomorfia) i quali dimostrano che queste due categorie hanno degli antenati comuni:
- Sono eterogamici (i maschi hanno un cromosoma differente dalle femmine e viceversa)
- Sono presenti delle setae dense sulle ali (squame nei lepidotteri)
- C'è una particolare venatura di colore sulle ali anteriori

(le vene anali con doppio anello)
- Le larve hanno una bocca e delle ghiandole per produrre e manipolare la seta

Questi due ordini sono raggruppati nel superordine Amphiesmenoptera. Questo gruppo probabilmente si è evoluto nel Giurassico , differenziandosi da un supergruppo ora estinto chiamato Necrotaulidae.
I lepidotteri, comunque, differiscono dai tricotteri per varie caratteristiche:
- Venazione delle ali
- Forma delle squame
- Perdita dei cerci e di un ocello
- differenze sulle zampe.

Si pensa che Amphiesmenoptera sia un gruppo fratello di Antliophora, un superordine proposto che comprende Diptera, Siphonaptera e Mecoptera. Insieme, Amphiesmenoptera e  Antliophora formano il clade detto Mecopterida.